# Мич Даниелс
Мичъл Елиас „Мич“ Даниелс, младши (роден на 7 април 1949 г. в Манонгахила, Пенсилвания) е настоящият губернатор на Американския щат Индиана. Член на републиканската партия, той започва четиригодишния си мандат като 49-и губернатор на Индиана на 10 януари 2005 г. и е избран за втория си мандат от 4 ноември 2008 г. Преди това той е бил директор на службата по мениджмънт и бюджет по време на президентството на Джордж Уокър Буш и също така е работил за Eli Lilly and Company.
Мичъл Елиас Даниелс младши е роден с родители Мич и Дороти Даниелс и прекарва ранното си детство в Пенсилвания, Тенеси и Джорджия. Даниелс се премества в Индиана от Пенсилвания през 1959 г., докато все още е в начално училище.
След дипломирането си от North Central High School в Индианаполис през 1967 г., Даниелс е обявен за „Presidential Scholar“ в Индиана – най-добрият дипломант на щата за тази година – от президента Линдън Джонсън. Даниелс получава бакалавърска степен от „Woodrow Wilson School of Public and International Affairs“ и университетът в Принстън през 1971 г. и степента „Juris Doctor“ от юридическия факултет в университета в Джорджтаун през 1979 г. Даниелс е първо поколение сирийски Американец и е привърженик на арабско-американския институт, от който е удостоен за работата си в общността.
Като студент в Принстън през 1970 г., той е арестуван за притежание на марихуана и прекарва две нощи в затвора. През цялата си кариера, той е откровен за ареста си, разкривайки го при заявления за работа и в колона във вестника „Indianapolis Star“ през 1989 г.